# Laqe

Carte de localisation de Laqe et des États néo-hittites et araméens vers 900-800 av. J.-C.

Laqe (ou Laqê) est un pays de la Mésopotamie antique de la première moitié du Ier millénaire av. J.-C., peuplé de tribus araméennes.
Il est situé dans la région du Moyen-Euphrate autour de la région de confluence du Khabur et de l'Euphrate, située au sud de Dur-Katlimmu (Tell Sheikh Hamad), et un peu en aval sur l'Euphrate, jusqu'au pays de Hindanu (Boukamal). Son histoire est reconstituée à partir des inscriptions des rois assyriens qui l'ont combattu et soumis.
Sa ville principale est Sirqu (appelée Terqa avant, site actuel de Tell Ashara), les autres villes importantes sont Sipru, Aqarbani et Suru, son territoire est organisé en plusieurs petites principautés dirigées par des rois ou « sheikhs » (nasiku), formant une sorte de « confédération ». La plus importante tribu de la région est Bit Halupe, dont la capitale est Suru, sur le Khabur. Le reste du territoire est constitué de villages et hameaux, et une partie de la population est probablement semi-nomade.
Ce pays n'est pas attesté au IIe millénaire av. J.-C., il est mentionné pour la première fois dans une inscription du roi Adad-nerari II (911-891) qui s'y rend avec ses troupes depuis le nord en redescendant le Khabur, et y prélève du tribut. Son fils et successeur Tukulti-Ninurta II (890-884) s'y rend à son tour, cette fois-ci en remontant le cours de l'Euphrate, pour y percevoir à son tour du tribut. Le roi assyrien suivant, Assurnasirpal II (883-859), fait face à une révolte de Suru, qu'il réprime, il y installe un nouveau roi, Azi-ilu, et reçoit les tributs des rois de Laqe. Mais l'année suivante Azi-ilu, s'allie avec Hindanu et les sheikhs de Laqe et ils se révoltent contre le roi assyrien, qui se rend alors dans la région. Le récit de la guerre qu'il a laissé en fait une grande victoire, conclue par la perception de tribut, la déportation de personnages importants, et la fondation de deux forts pour contrôler la région, mais il ne mentionne pas la prise des villes de la région, ni la capture d'Azi-ilu ce qui pourrait indiquer qu'elles lui ont résisté. Le pays de Laqe est moins mentionné par la suite. Il fait partie des territoires concédés par le roi Adad-nerari III au gouverneur Nergal-eresh au début du VIIIe siècle av. J.-C., ce qui indique qu'il est fermement tenu par l'Assyrie. Une inscription laissée vers le milieu du VIIIe siècle av. J.-C. par Ninurta-kudurri-usur, le « gouverneur » (mais souverain de facto) du pays de Suhu (plus en aval sur l'Euphrate) rapporte que le pays de Laqe est pillé par des tribus arabes, et que son gouverneur Adad-da'anu fait appel au Suhu pour les chasser.